# Sudamericano de Rugby A 2015
El formato que tuvo el Sudamericano de Rugby A de 2015 es confuso. En 2014 la Consur había informado oficialmente que el Sudamericano A se dividía un dos etapas, Mayor A -sin participación del campeón del año anterior- y Consur Cup -con participación del campeón del año anterior-, pero en 2016 la Sudamérica Rugby reprodujo un artículo periodístico de un medio uruguayo informando que Uruguay, país ganador de la primera etapa, era también ganador del Sudamericano de Rugby A, antes de disputar la Sudamérica Rugby Cup. Las informaciones contradictorias difundidas por la SR no permiten establecer si el Sudamericano de Rugby A se disputa en dos etapas, concluyendo con la disputa de la Sudamérica Rugby Cup, o se disputa en una sola etapa sin participación del país campeón del año anterior.
La información inserta a continuación corresponde a la hipótesis de que el Sudamericano de Rugby A 2015 se haya disputado en una sola etapa, sin participación del país campeón el año anterior. En caso contrario, si el Sudamericano de Rugby A se hubiera disputado en dos etapas, debe incluirse la segunda etapa, llamada Consur Cup, disputada por Argentina (Argentina XV), Chile (Los Cóndores) y Uruguay (Los Teros), que finalizó con el triunfo de Argentina.

## Equipos participantes
- Selección de rugby de Brasil (Los Tupís)
- Selección de rugby de Chile (Los Cóndores)
- Selección de rugby de Paraguay (Los Yacarés)
- Selección de rugby de Uruguay (Los Teros)

## Posiciones
| Pos. | Equipo   | Encuentros | Encuentros | Encuentros | Encuentros | Tantos  | Tantos    | Tantos     | Puntos |
| Pos. | Equipo   | jugados    | ganados    | empatados  | perdidos   | a favor | en contra | diferencia | Puntos |
| ---- | -------- | ---------- | ---------- | ---------- | ---------- | ------- | --------- | ---------- | ------ |
| 1    | Chile    | 3          | 3          | 0          | 0          | 97      | 43        | + 54       | 9      |
| 2    | Uruguay  | 3          | 2          | 0          | 1          | 140     | 42        | + 98       | 6      |
| 3    | Paraguay | 3          | 1          | 0          | 2          | 48      | 123       | - 75       | 3      |
| 4    | Brasil   | 3          | 0          | 0          | 3          | 23      | 100       | - 77       | 0      |

Nota: Se otorgan 3 puntos al equipo que gane un partido, 1 al que empate y 0 al que pierda
|  | Campeón y clasificado a la SRC 2016 |

|  | Clasificado a la SRC 2016 |

|  | A repechaje por la permanencia en el SRA |

## Resultados
Partido válido también para la Consur Cup 2015
| 11 de abril 16:00 VTV | Uruguay | 77 - 3  | Paraguay | Estadio Charrúa, Montevideo, Uruguay |                              |
|                       |         | Reporte |          | Árbitro(s): Henrique Platais         | Árbitro(s): Henrique Platais |

| 18 de abril 16:00 | Uruguay | 48 - 9  | Brasil | Estadio Charrúa, Montevideo, Uruguay |                        |
|                   |         | Reporte |        | Árbitro(s): Jason Mola               | Árbitro(s): Jason Mola |

| 25 de abril | Chile | 32 - 3  | Brasil | CARR, Santiago, Chile         |                               |
|             |       | Reporte |        | Árbitro(s): Alejandro Longres | Árbitro(s): Alejandro Longres |

| 3 de mayo 19:00 Tigo Sports | Paraguay | 25 - 35 | Chile | Parque Olímpico, Asunción, Paraguay |  |
|                             |          | Reporte |       |                                     |  |

| 9 de mayo | Chile | 30 - 15 | Uruguay | CARR, Santiago, Chile                                          |                                                                |
|           |       | Reporte |         | Asistencia: 3000 (aprox) espectadores Árbitro(s): Mauro Rivera | Asistencia: 3000 (aprox) espectadores Árbitro(s): Mauro Rivera |

| 9 de mayo | Brasil | 11 - 20 | Paraguay | Estádio das Montanhas, Bento Gonçalves, Brasil |                      |
|           |        | Reporte |          | Árbitro(s): González                           | Árbitro(s): González |

| Bandera de Chile |
| Campeón Chile    |
| Primer título    |